# Zasada wzajemnej zgodności
Zasada wzajemnej zgodności – stanowi zachętę dla rolników, aby przestrzegali wysokich standardów Unii Europejskiej dotyczących zdrowia publicznego, zdrowia roślin oraz zdrowia i dobrostanu zwierząt. Zasada (wymogi) wzajemnej zgodności jest istotna dla zapewnienia zrównoważonego charakteru rolnictwa europejskiego, które stoi przed negatywnymi zjawiskami klimatycznymi.

## Regulacje europejskie ustalające zasady wzajemnej zgodności
Zgodnie z rozporządzeniem Rady UE z 2003 r. rolnik otrzymujący płatności bezpośrednie jest zobowiązany do przestrzegania wymogów podstawowych w zakresie zarządzania oraz zasad dobrej kultury rolnej zgodnej z ochroną środowiska.
Wymogi podstawowe w zakresie zarządzania, obowiązują w następujących obszarach:
- zdrowie publiczne,
- zdrowie zwierząt,
- zdrowotność roślin,
- ochrona środowiska,
- dobrostan zwierząt.

Wymogi dotyczące zasad dobrej kultury rolnej zgodnej z ochroną środowiska określają państwa członkowskie biorąc pod uwagę, aby grunty rolne były wykorzystywane do celów produkcyjnych i były utrzymywane w dobrej kulturze rolnej. Przy ustalaniu zasad należy uwzględnić szczególne cechy odnośnych obszarów, włączając w to warunki glebowe i klimatyczne, istniejące systemy gospodarki rolnej, użytkowanie gruntów, zmianowanie upraw, metody uprawy roli oraz strukturę gospodarstw.

## Nowe regulacje odnośnie do zasad wzajemnej zgodności z 2009 r.
W rozporządzeniu Rady (WE) z 2009 stwierdzono, że rolnicy którzy nie spełniają wymogów wzajemnej zgodności podlegają wykluczeniu z płatności. System powinien zostać nadal zachowany, ponieważ współzależność stanowi nieodłączną część wspólnotowego wsparcia. Państwa członkowskie zostały zobowiązane do dostosowanie zakresu zasady wzajemnej zgodności do sytuacji panującej w danym kraju.
Wymogi podstawowe w zakresie zarządzania zostały określone z załączniku nr II rozporządzenia. W załączniku wskazano na 18 dyrektyw Rady i rozporządzeń UE, które rolnik musi brać pod uwagę przy realizacji zarządzania.
Dobra kultura rolna zgodnie z ochroną środowiska oznacza, aby wszystkie grunty które przedtem były trwałymi użytkami zielonymi, pozostały nadal takimi użytkami. Zasady dobrej kultury rolnej dotyczyły zapobiegania erozji gleb, ochrony gleb poprzez zastosowania odpowiednich środków, utrzymanie poziomu substancji organicznych gleby poprzez zastosowanie odpowiednich środków czy zapewnienie minimalnego poziomu utrzymania oraz przeciwdziałania niszczeniu siedlisk naturalnych.

## Zasady wzajemnej zgodności według regulacji z 2013 r.
W rozporządzeniu Parlamentu Europejskiego i Rady UE z 2013 r. stwierdzono, że gdy beneficjent nie przestrzega przepisów dotyczących zasady wzajemnej zgodności nakłada się na niego karę administracyjną. Karę administracyjną stosuje się jedynie w przypadku, gdy niezgodność jest wynikiem działania lub zaniechania, które powstają gdy niezgodność związana jest z działalnością rolniczą beneficjenta lub gdy dotyczy ona obszaru gospodarstwa rolnego beneficjenta.
W rozporządzeniu ustanowiono przepisy dotyczące konieczności utrzymywania trwałych użytków zielonych, w tym przywracania trwałych użytków zielonych.